# Mahatma Gandhi Setu
Mahatma Gandhi Setu, auch Gandhi Setu oder Ganga Setu genannt („Mahatma-Gandhi-Brücke“), ist eine Straßenbrücke im indischen Bundesstaat Bihar, die Patna am Südufer des Ganges mit Hajipur am Nordufer des Stroms verbindet.
Die von 1972 bis 1982 von Gammon India erbaute Brücke hat vier Fahrspuren und je einen Gehweg zu beiden Seiten. Sie beginnt in Patna in einer Entfernung von rund 1 km vom Ufer, überquert den in der Trockenzeit etwa 2,2 km breiten Strom und führt anschließend über eine ausgedehnte, flache Uferzone. Die Länge der Brücke wird regelmäßig mit 5,575 km angegeben. Die Brücke wird allerdings noch über eine längere Strecke als Hochbrücke fortgesetzt, so dass sich eine Länge von insgesamt 6,55 km ergibt. Sie galt bis zur Eröffnung des Rajiv Gandhi Sea Link (Bandra–Worli Sea Link) 2010 als längste Brücke Indiens.
Die Mahatma Gandhi Setu ist eine Spannbetonbrücke mit zwei gevouteten Hohlkästen und seitlich auskragender Fahrbahnplatte. Die einzelnen Felder der im Freivorbau erstellten Brücke haben Spannweiten von 121 m.
In den letzten Jahren führte der stark zugenommene Verkehr zu Staus auf und Schäden an der Brücke. Es war daher geplant, zwei Pontonbrücken für leichten Verkehr neben der existierenden Brücke einzurichten.

## Einzelnachweise

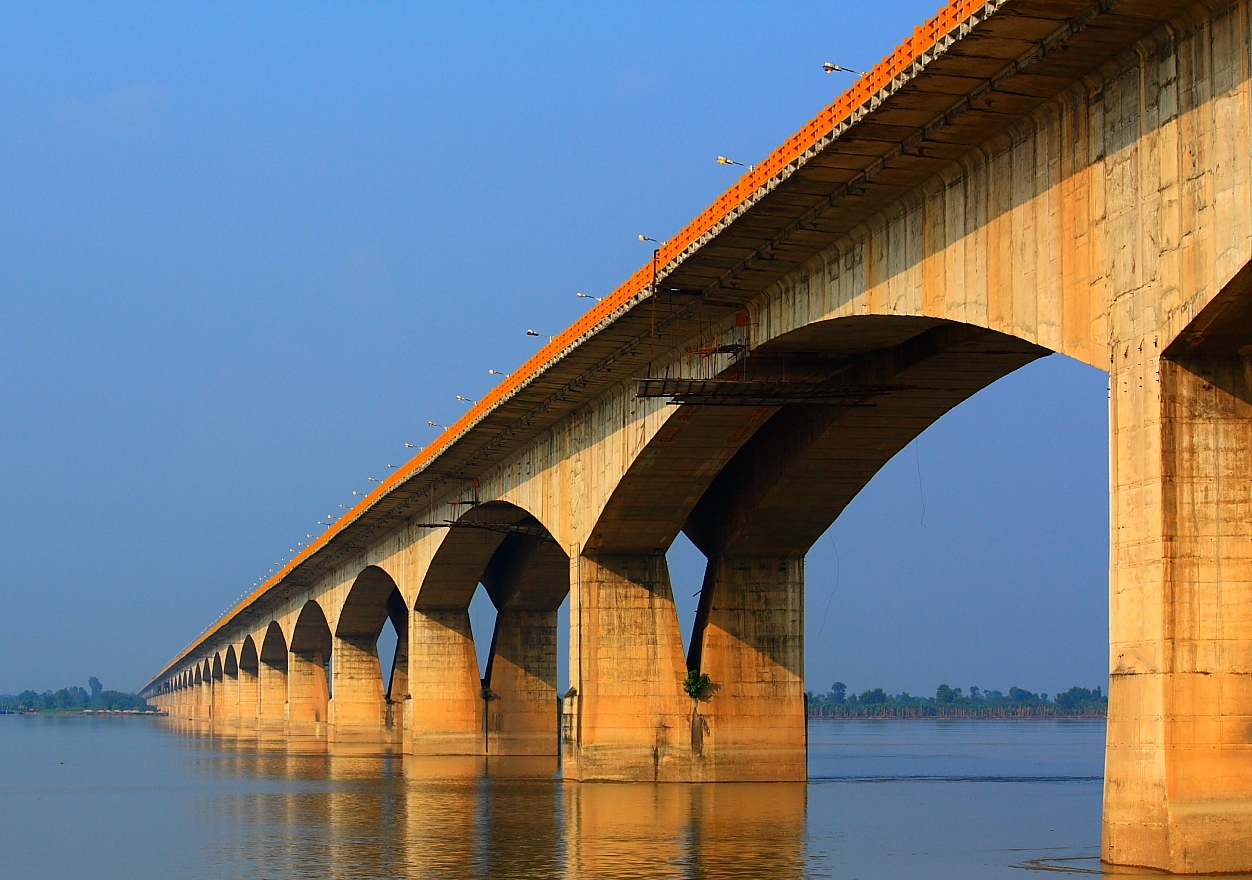